# ロベルト・HP・プラッツ
ロベルト・HP・プラッツ(Robert HP Platz)はドイツの現代音楽の作曲家、指揮者。

## 略歴
1951年生まれ。ヴォルフガング・フォルトナーに入門時、「君はとても基礎が出来るね、即様式模倣に取り掛かりなさい」と激励され、ウェーベルンの様式模倣を完成させたのが作曲家としての第一歩になった。その後シュトックハウゼンに先生を替え、彼を含めたアシスタント全員でダンサーとオーケストラのための「祈り」の製作に取り掛かる。当時は現代音楽専門の指揮者がおらず、どのような雑用もこなしたことがきっかけで指揮にのめりこみ、ディプロマは指揮で取得してそのまま卒業した。ダルムシュタット講習会でも、シュトックハウゼン直伝の作曲技法は高評で迎えられクラーニヒシュタイン音楽賞を獲得、後に講習会で重要な働きをしたピアノ奏者クリスティ・ベッカーと結婚。
1989年に突然「オーケストラと2台のピアノとソプラノのためのグレンツゲンゲ・シュタインを基点とした壮大なチクルスを完成させなければならない」という夢を視たことがきっかけで、複数の作品を鎖のように編みあわす「フォーム・ポリフォニー」という概念に到達する。前述の作品には「2台のピアノのためのシュタイン」が埋め込まれており、単独演奏も可能である。複数の作品の同時演奏は確かに1970年代に流行していたが、作品内のパラメータ関係を編み合わせる技法は彼の発案であり、現在もその作曲法を手放していない。
ドナウエッシンゲン音楽祭1996で演奏された「ANDERE RÄUME/Echo II/Nerv II/TURM/WEITER」は彼の創作の全決算として作曲され、この作品のために山を歩き回って採取した打楽器の木（それも実際に切断し、スリットドラムに加工したもの）から二つのオーケストラの同時演奏まで、彼の実力が最も素晴らしい形でコラージュされたと絶賛された。その後も、指揮と作曲両面で着実に業績を積み重ねている。指揮者としても、性格を反映してスタティックで淡白な振りが、多くの現代音楽作曲家から重宝されている。現在はヴュルツブルク音楽大学で教鞭をとり、ケルンに住む。
現在、リコルディ・ベルリンから1990年代以後の全作品が出版されている。それ以前にはエディション・モデルンとブライトコプフ・ウント・ヘルテルからでていた。